# 葡萄縣
葡萄縣為緬甸克欽邦下轄的一個縣，其區域面積為27,732.0平方公里，2014年人口91,257人。葡萄為該縣首府。抗日戰爭時中國遠征軍經由此返回雲南而聞名。

## 行政区划
葡萄县下辖5个镇区：
- 廣朗普鎮區（Kawnglanghpu Township）
- 瑪倉堡鎮區（Machanbaw Township）
- 瑙蒙鎮區（Nogmung Township）
- 葡萄鎮區（Putao Township）
- 孫布拉蚌鎮區（Sumprabum Township）